# Karim Albert Kook
 (mai 2025).
Motif : Quelques articles dans la presse régionale : où sont les sources permettant de démontrer l'admissibilité de cette personne sur Wikipédia ?
- Archive Wikiwix
- Bing
- Cairn
- DuckDuckGo
- E. Universalis
- Gallica
- Google
- G. Books
- G. News
- G. Scholar
- Persée
- Qwant
- (zh) Baidu
- (ru) Yandex
- (wd) trouver des œuvres sur Wikidata

| 1. | Préciser le motif de la pose du bandeau. | Précisez le motif de la pose du bandeau en utilisant la syntaxe suivante : {{admissibilité à vérifier\|date=juillet 2025\|motif=remplacez ce texte par le motif}}                      |
| 2. | Informer les utilisateurs concernés.     | Pensez à avertir le créateur de l'article, par exemple, en insérant le code ci-dessous sur sa page de discussion : {{subst:avertissement admissibilité à vérifier\|Karim Albert Kook}} |

Karim Albert Kook est un guitariste, chanteur et auteur-compositeur de blues franco-algérien. Il est reconnu pour son style mêlant blues traditionnel , modernité et influences nord-africaines, ainsi que pour son engagement en faveur de la visibilité du handicap dans la culture musicale.

## Biographie
Né à Alger, il quitte l’Algérie durant son enfance pour suivre un traitement médical en France, après avoir été atteint par la poliomyélite. Il grandit dans le sud de la France, où il découvre le blues à l’adolescence après avoir reçu une guitare en cadeau de son frère.
Il commence sa carrière à 16 ans au sein de petites formations locales. À 20 ans, il accompagne Jerry Cooper, ancien compagnon de route de Fela Kuti, avec qui il fait une tournée européenne. Il croise également la route de musiciens tels que Luther Allison et Paul Orta,Bill Thomas qui figureront sur ses premiers albums.

## Carrière musicale
En 1997, Karim Albert Kook publie son premier album, Les choses ressemblent à ça, produit par Patrick Verbeke sur le label Magic Blues. Le disque comporte un duo avec Luther Allison.
Son deuxième album, Je roule vers toi, sort en 1999 chez Dixiefrog et est produit par Philippe Langlois.
En 2002, il publie Barbès City Limit Blues, co-écrit avec Guy « l’Américain », talent scout pour Dixiefrog, et réalisé par David Koven : un album nourri de ses voyages aux États-Unis et de ses influences d’Afrique du Nord,.
En 2019, il sort Il était un voyage, un album auto-produit au studio Maboule-Music, arrangé par Félix Sabal-Lecco. On y retrouve notamment un duo avec Bill Deraime sur le morceau « Faut que j’me tire ailleurs ».
Il se produit régulièrement sur les scènes françaises et internationales, notamment au New Morning, au Petit Journal Montparnasse ou encore au Palais des Congrès de Paris. En 2006, il participe au Festival du monde arabe de Montréal aux côtés de la chanteuse algérienne Zahouania et du groupe Raïna Raï.
Sous son nom, il donne également plusieurs concerts à Alger, notamment à la salle Ibn Khaldoun et à la salle Ibn Zeydoun, dans le cadre de la promotion de l’album Barbès City Limit Blues.
En 2025, Karim Albert Kook collabore avec le pianiste et harmoniciste Édouard Bineau pour enregistrer l’album Roots of Blues, une relecture personnelle et engagée des classiques du blues. Le projet revisite cette musique à travers le prisme de leurs identités croisées et de leurs parcours migratoires, mettant en lumière les origines sociales et culturelles du blues. L'album mêle instruments traditionnels guitare résonateur, slide bottleneck, harmonica et interprétations contemporaines. Il est publié par le label Label Team et fait l’objet de plusieurs concerts promotionnels,,.

## Style et influences
Karim Albert Kook mêle le blues traditionnel à des sonorités nord-africaines, folk et world. Il utilise parfois des instruments comme le hajouj et puise dans les répertoires Gnawa ou chaâbi, conférant à sa musique une dimension profondément métissée.

## Engagements
Installé en Normandie, il mène des actions de sensibilisation au handicap à travers la musique. En 2021, il intervient notamment dans des écoles primaires à Vernon, où il propose des ateliers mêlant échanges et démonstrations musicales.

## Discographie
- 1997 : Les choses ressemblent à ça (Magic Blues)
- 1998 : Compilation Blues (Magic Blues)
- 1999 : Je roule vers toi (Dixiefrog)
- 2000 : Compilation Les masters de la guitare (Magic Blues)
- 2002 : Barbès City Limit Blues (Dixiefrog)
- 2019 : Il était un voyage (autoproduction)
- 2025 : Roots of Blues – en duo avec Édouard Bineau (Label Team)